# Черченко, Анатолий Павлович
Анатолий Павлович Черченко (26 ноября 1934 — 20 июня 1995) — советский и украинский сценарист, редактор, режиссёр, русскоязычный поэт и прозаик. Член Союза кинематографистов Украины.

## Биография
Родился 26 ноября 1934 года в Меджибоже, Хмельницкая область. В 1968 году окончил Высшие режиссёрские курсы.
Работал сценаристом киностудии имени М. Горького, редактором Одесской киностудии художественных фильмов (фильмы: «Первый троллейбус» (1963), «Шурка выбирает море» (1963), «Наш честный хлеб» (1964) и других). В 1964 году в соавторстве с А. Жебрюнасом и Ю. Нагибиным написал сценарий фильма «Девочка и эхо», который получил Гран-при Международного кинофестиваля «Серебряные паруса» в Локарно (1965) и Большую премию жюри VI Международной встречи фильмов для молодёжи в Канне (1965). Поставил на Одесской киностудии художественный фильм «Последний фейерверк» (1967), создал документальные очерки «Печерская Лавра» (1990), «Счастливчик, отобранный Богом» (1992). Автор сценария трёх серий документального цикла «Неизвестная Украина. Очерки нашей истории» (1993).
Автор сборников стихов «Пятый горизонт» (1960) и «Перекрёстки» (1979). Написал книги прозы «Огненное дерево» (1977), «Вещая тропа Бояна» (1983).
Умер 20 июня 1995 года в Киеве.